# Grupo Batakerê
Sediado na Vila Santa Inês, zona leste da cidade de São Paulo (SP), o Grupo Batakerê foi fundado em 2003 por Mestre Pedro Peu, Silvana de Jesus, Marcio Greyk, Allan, JE Tico e Mestre Jacaré. Atualmente oferece aulas de samba-rock, dança de rua, percussão, Capoeira Angola, além do desenvolvimento de outros trabalhos relacionados a manifestações culturais afro-brasileiras.

## História
O Grupo Batakerê foi fundado em 2003 por Mestre Pedro Peu, Silvana de Jesus, Marcio Greyk, Allan, JE Tico e Mestre Jacaré. A princípio, surge como uma banda percussiva com o intuito de difundir a cultura afro-brasileira e reverenciar a negritude através da música, cena de circo e dança, transformando-se posteriormente em um grupo de dança com música ao vivo.
Os ensaios do grupo iniciam-se na Casa de Cultura de São Miguel Paulista, e posteriormente passam a acontecer também em diferentes locais, como: o Centro Educacional Unificado (CEU) Parque São Carlos, o Instituto NUA e o Espaço Cultural Adebankê.
O primeiro show apresentado pelo Grupo Batakerê foi em setembro de 2003 na Subprefeitura de São Miguel Paulista. Nesse mesmo ano, o grupo é contemplado pelo Programa para a Valorização de Iniciativas Culturais (VAI), em sua 1ª edição, que viabiliza a realização de aulas de música e dança em outros bairros da Zona Leste de São Paulo (SP) durante o período de um ano. Como atividade final do projeto VAI, foi elaborado o espetáculo ‘Ritmos e Danças’, apresentado pela primeira vez em 2004 e em anos subsequentes também. A partir desse momento, o Batakerê cresce e passa a contar com a colaboração de mais sete pessoas.
O nome do grupo foi criado a partir da junção de duas palavras: batá e erê. A primeira palavra nomeia um instrumento africano, já a segunda é uma palavra em iorubá comumente usada para se referir à crianças. Após escolher esses dois termos, o grupo inseriu a letra ‘k’ tanto para fundir as palavras bata e erê, quanto para brincar com a expressão “basta querer”.
Atualmente, o grupo está localizado no ‘Espaço de Nós para Nós’, na Vila Santa Inês, zona leste da cidade de São Paulo (SP), onde são oferecidas aulas de samba-rock, dança de rua, percussão, Capoeira Angola, além do desenvolvimento dos trabalhos ‘Cânticos que encantam', ‘Bloco Batakerê’, entre outros. O espaço foi cedido pela ONG Centro de Educação Popular Nossa Senhora Aparecida (CEPCNSA) a partir de uma parceria entre o Mestre Pedro Peu e a ONG que iniciou-se em 1997, quando Pedro Peu passou a dar aulas de capoeira no CEPCNSA.